# 袭庆府
袭庆府，北宋时设置的府。
政和八年（1118年）升兖州置，治所在瑕县（即今山东省济宁市兖州区）。辖境相当今山东省莱芜、泰安、泗水、邹城、兖州、曲阜及宁阳等市县地。金朝复改置为兖州。